# (342) Endimión
(342) Endimión es un asteroide perteneciente al cinturón de asteroides descubierto el 17 de octubre de 1892 por Maximilian Franz Wolf desde el observatorio de Heidelberg-Königstuhl, Alemania.
Está nombrado por Endimión, un personaje de la mitología griega.